# Ctenophorinia grisea
Ctenophorinia grisea là một loài ruồi trong họ Tachinidae.